# Кожовидни прилепи
Кожовидните прилепи (Vespertilio) са род дребни бозайници от семейство Гладконоси прилепи (Vespertilionidae). Той включва 2 вида, разпространени в северните части на Евразия.

## Видове
- Vespertilio murinus – Двуцветен кожовиден прилеп
- Vespertilio superans